# Widdringtonia cedarbergensis
Widdringtonia cedarbergensis ist eine Pflanzenart aus der Familie der Zypressengewächse (Cupressaceae). Sie ist in Südafrika heimisch. Der Name muss aber durch den älteren gültigen Namen Widdringtonia wallichii Endl. ex Carrière ersetzt werden.

## Beschreibung
Widdringtonia cedarbergensis wächst als immergrüner Baum, der Wuchshöhen von 5 bis 7, an geschützten Standorten auch bis zu 20 Metern erreichen kann. Ältere Bäume sind meist gekrümmt und haben eine ausgebreitete Krone. Die dünne, rötlich graue Borke ist faserig und blättert ab.
Junge Blätter werden bis zu 20 Millimeter lang und 2 Millimeter breit. Ältere Blätter werden bis zu 4 Millimeter lang.
Die männlichen Blütenzapfen erreichen eine Länge von 1 bis 2 Millimetern. Die kugeligen weiblichen Zapfen werden bis zu 2,5 Zentimeter dick. Jeder Zapfen besteht aus vier dunkelbraunen, holzigen Zapfenschuppen, die eine raue, warzige Oberfläche haben. Die Zapfen eines Baumes können gleichzeitig in verschiedenen Entwicklungsstadien vorliegen. Die Samen sind eiförmig geformt und weisen einen kleinen Flügel auf.

## Verbreitung und Standort
Das natürliche Verbreitungsgebiet von Widdringtonia cedarbergensis liegt in der südafrikanischen Provinz Westkap. Die Art kommt dort in den Zederbergen vor.
Widdringtonia cedarbergensis wächst auf Berggipfeln und an felsigen Aufschlüssen. Die Art bildet kleine, lockere Bestände, wächst aber auch als Einzelbaum.

## Nutzung
Das hellgelbe bis weißliche Holz von Widdringtonia cedarbergensis lässt sich leicht bearbeiten, fein abschleifen und ist resistent gegenüber holzbohrenden Insekten. Die Türen, Kirchenbänke und der geschnitzte Altar der anglikanischen Kirche, sowie die hölzerne Einrichtung des Gerichtshofes von Clanwilliam wurden aus dem Holz dieser Art gefertigt.

## Systematik
Die Erstbeschreibung als Widdringtonia cedarbergensis erfolgte 1966 durch Judith Anne Marsh. Später erwies sich aber der ältere Name Widdringtonia wallichii als gültig, den Élie-Abel Carrière dem Botaniker Stephan Ladislaus Endlicher in seinem Werk Traité général des conifères..., ed. 2: p. 62 (1867) zuschrieb.

## Gefährdung und Schutz
Widdringtonia cedarbergensis wird in der Roten Liste der IUCN als „stark gefährdet“ eingestuft. Es wird jedoch darauf hingewiesen, dass eine erneute Überprüfung der Gefährdung notwendig ist. Durch Holzschlägerungen und Brände existieren heute nur mehr fünf Populationen, deren Bestandszahlen im Jahr 1998 durch ein Feuer weiter reduziert wurden. Als Hauptgefährdungsgrund werden natürlich auftretende Brände genannt, die so häufig sind, dass eine Naturverjüngung kaum möglich ist. Weiters stehen viele ausgewachsene Bäume an entlegenen Standorten und ihre Zahl wird als zu gering für eine Naturverjüngung angesehen. Im etwa 53 km² großen Cedar Reserve wurde ein Programm zur Wiederaufforstung der Art begonnen, und es werden jedes Jahr in Kultur aufgezogene Sämlinge gepflanzt. Weiters wurde ein Programm zur Bekämpfung von natürlichen Bränden eingerichtet.